# Hypoderma aceris
Hypoderma aceris är en svampart som beskrevs av Henn. & Lindau 1893. Hypoderma aceris ingår i släktet Hypoderma och familjen Rhytismataceae.   Inga underarter finns listade i Catalogue of Life.